# بلئن
بلئن (به اسپانیایی: Belén) یک منطقهٔ مسکونی در آرژانتین است که در بخش بیلن واقع شده‌است. بلئن ۱۲٬۲۵۲ نفر جمعیت دارد.

## خواهرخوانده
شهر اوتسانو خواهرخواندهٔ بلئن هست.